# Trichopria nigricornis
Trichopria nigricornis is een vliesvleugelig insect uit de familie van de Diapriidae. De wetenschappelijke naam van de soort is voor het eerst geldig gepubliceerd in 1868 door Marshall.